# Meziříčko (Třebíč)
Meziříčko é uma comuna checa localizada na região de Vysočina, distrito de Třebíč.